# Erik Gustaf Béron
Erik Gustaf Béron, född 1748 i Stockholm, död 20 april 1780 i Bordeaux, var en svensk miniatyrmålare.
Han var son till sekreteraren och överinspektorn vid Blockhustullen Olof Béron och Christina Blomberg. Béron studerade målning för emaljmålaren Johan Georg Henrichsen vid Konstakademien i Stockholm där han tilldelades akademiens stora medalj i silver 1788 och en guldmedalj 1770. Akademien ställde stora förhoppningar på Bérons framtid som målare och gav hans lärare 1771, 800 daler i silvermynt med villkoret att han undervisade Béron i miniatyrmåleri. Han utnämndes senare till konduktör vid akademien men trivdes inte med befattningen och efter att han 1774 erhållit en årlig resepension av kungen reste han till Paris 1775. Om Bérons av samtiden högt uppskattade miniatyrkonst är svårt att i dag bilda sig en uppfattning eftersom de bevarade verken inskränker sig till endast några få miniatyrporträtt bland annat av en okänd medlem av släkten De Geer, Catharina Ebba Barck, Adolf Fredrik och ett porträtt av Gustav III samt en tillskriven miniatyr av en okänd man på Torups slott.